# Gnamptogenys cribrata
Gnamptogenys cribrata är en myrart som först beskrevs av Carlo Emery 1900.  Gnamptogenys cribrata ingår i släktet Gnamptogenys och familjen myror. Inga underarter finns listade i Catalogue of Life.